# Lettl-Atrium

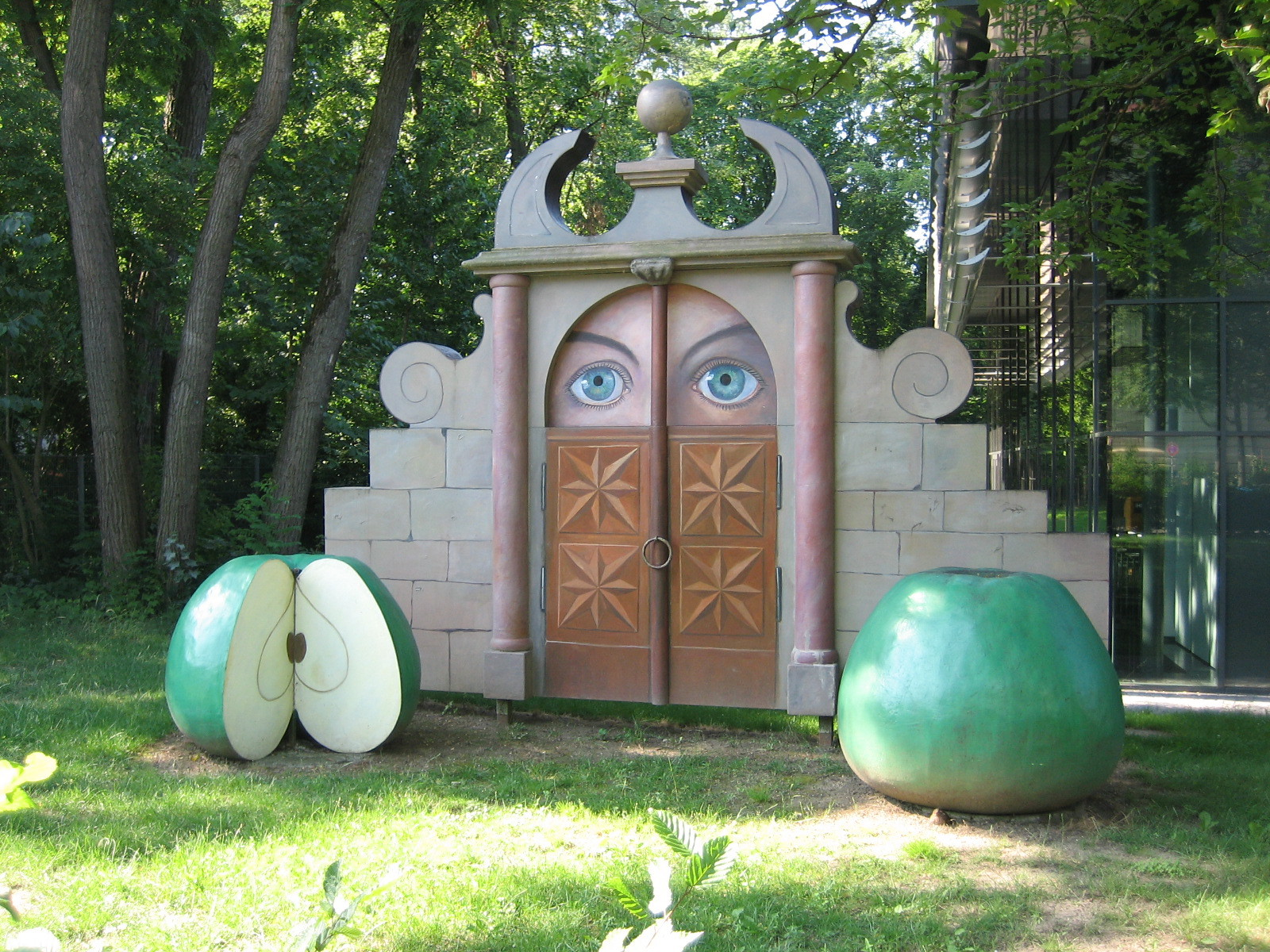
„Der Augenblick“, Skulptur von Florian Lettl im IHK-Park, inspiriert von einem Bild Wolfgang Lettls

Das Lettl-Atrium war ein Museum für surreale Kunst in Augsburg mit Werken des Augsburger Malers Wolfgang Lettl. Es bestand von 1993 bis 2013.

## Lage
Das Museum befand sich im Gebäude der Industrie- und Handelskammer Schwaben (IHK) in der Stettenstraße (Augsburger Bahnhofs- und Bismarckviertel).

## Entstehung
Das Museum entstand nach der großen Retrospektive des Künstlers 1992 im Augsburger Zeughaus. Lettl hatte sich bereit erklärt, seine Bilder der Stadt Augsburg als Dauerleihgabe zu überlassen, sofern diese geeignete Räume hierfür zur Verfügung stelle.
Einige Bürger gründeten den Verein zur Förderung surrealer Kunst e.V., der heute über 100 Mitglieder zählt. Dieser wurde schließlich fündig. Die IHK Schwaben beschloss aus Anlass ihres 150-jährigen Bestehens, das Atrium der IHK-Akademie für die Bilder von Wolfgang Lettl zur Verfügung zu stellen. Für Bayern einzigartig war die finanzielle Konstruktion dieses Museums: Die IHK stellte kostenfrei die Räume zur Verfügung, der Verein war für das Interieur, die Werbung sowie für regelmäßige Aktionen und Sonderausstellungen zuständig.
Die Eröffnung erfolgte am 15. Juni 1993.

## Ausstellung
Das Lettl-Atrium zeigte 168 Exponate aus den Jahren 1963 bis 1992. Teile der Ausstellung befanden sich in den Seminarräumen. So wurden vor allem junge Menschen mit Kunst konfrontiert. Der Eintritt in die Dauerausstellung war zu den Öffnungszeiten der IHK kostenlos. Es gab dazu verschiedene Sonderausstellungen.
Als Blickfang im Außen- und Innenbereich des Lettl-Atriums wurden Skulpturen von Florian Lettl – dem Sohn des Künstlers – ausgestellt, die Bildmotive Wolfgang Lettls plastisch aufgreifen.

## Schließung
Wegen Sanierungs- und Umbauarbeiten schloss die Ausstellung am 20. Dezember 2013. In den folgenden Jahren wurde ein neuer Ausstellungsort für Lettls Bilder gesucht und geschaffen. Am 18. Dezember 2019 eröffnete das Lettl-Museum zum 100. Geburtstag von Wolfgang Lettl in der Zeuggasse im Zentrum Augsburgs.